# Bộ Cốc (谷)
Bộ Cốc, bộ thứ 150 có nghĩa là "hang" là 1 trong 20 bộ có 7 nét trong số 214 bộ thủ Khang Hy.
Trong Từ điển Khang Hy có 54 chữ (trong số hơn 40.000) được tìm thấy chứa bộ này.

## Tự hình Bộ Cốc (谷)

Giáp cốt văn
Kim văn
Đại triện
Tiểu triện

## Chữ thuộc Bộ Cốc (谷)
| Số nét bổ sung | Chữ                       |
| -------------- | ------------------------- |
| 0              | 谷/cốc/                   |
| 3              | 谸/thiên/                 |
| 4              | 谹/hoành/ 谺/ha/ 谻/cược/ |
| 6              | 谼/hồng/                  |
| 7              | 谽/hàm/                   |
| 8              | 谾/hồng/                  |
| 10             | 谿/hoát/ 豀/hề/ 豁/hoát/  |
| 11             | 豂/liêu/                  |
| 12             | 豃/hãm/                   |
| 15             | 豄/độc/                   |
| 16             | 豅/hồng/                  |